# ظلية
الظِّلِّيَّة أو الفرنجمشك (باللاتينية: Clinopodium) جنس نباتي يتبع الفصيلة الشفوية.